# 西田纳西
西田纳西是美国田纳西州的三大分区之一。在这三者中，它从地理上定义起来是最清晰的。它的边界是西部的密西西比河和东部的田纳西河。为了包含被田纳西河一分为二的整个哈丁县，该地区的边界略有扩大。肯塔基州和密西西比州分别提供北部和南部边界，但位于阿拉巴马州劳德代尔县的一部分位于哈丁县东南部。该地区由二十一个县组成。
与大多数美国州的地理区域不同，西田纳西一词具有法律和社会经济意义。西田纳西、中田纳西和东田纳西是田纳西州的三大分区。根据州宪法，田纳西州最高法院的五名大法官中只有两名可以成为任何一个大分区的居民，而最高法院则在三个大分区的每一个法院中轮流举行会议。西田纳西的最高法院大楼位于田纳西州的杰克逊。类似的规则也适用于某些其他州委员会和委员会，以防止它们出现任何地理偏见。
西田纳西州的人口较少，土地面积也比其他两个大区差。在2000年美国人口普查时，西田纳西州的21个县有1,499,802名居民，这些土地的总面积约为27,582平方公里（10,650平方英里）。西田纳西的人口约占该州总人口的26.4％，其土地面积约占该州土地面积的25.8％。在2000年美国人口普查时，西田纳西的人口密度约为每平方英里140人（每平方公里54.4人）。在2000年人口普查时，生活在西田纳西州的近150万人中，约有65万人生活在孟菲斯，占这一大分区人口的43.3％。